# Patata di Trevico
La patata di Trevico è un prodotto ortofrutticolo tipico del territorio di Trevico, comune della Baronia situato a un'altitudine di 1090 m s.l.m., la più elevata della comunità montana dell'Ufita, della provincia di Avellino e dell'intera regione Campania. Il prodotto, tipicamente montano, si fregia del marchio PAT rilasciato dal Ministero delle politiche agricole alimentari e forestali.

## Storia
La coltura della patata in Irpinia è attestata fin dal 1810; infatti in quell'anno l'allora segretario generale della Società Agraria del Principato Ultra, l'agronomo Federico Cassitto, dichiarò nel suo discorso inaugurale che, al fine di scongiurare il rischio di carestia nelle aree montane appenniniche, la coltivazione della patata era stata da qualche tempo introdotta nell'ambito del territorio comunale di Trevico (all'epoca comprendente anche le allora frazioni di Vallesaccarda e Scampitella). Nel giro di pochi decenni la nuova coltura aveva attecchito egregiamente, si era diffusa ampiamente tra la popolazione contadina locale contribuendo in modo determinante allo sviluppo socioeconomico locale grazie a un profitto di 4 000 ducati, tanto da determinare l'arresto del declino demografico e una successiva inversione di tendenza.

## Produzione
La coltivazione della patata avviene in rotazione con le colture cerealicole al fine di ostacolare lo sviluppo dei parassiti specifici e di assicurare un'integrale disponibilità di sostanze nutritizie.
La prima fase della lavorazione del terreno consiste in un'aratura profonda (almeno 35 cm) pre-autunnale; durante l'inverno le grandi zolle vengono poi in gran parte disgregate da piogge, nevicate e gelate. Agli inizi di marzo si provvede a una lavorazione superficiale del terreno che viene reso fine e soffice grazie a varie tecniche agricole; nell'occasione si provvede anche ad arricchire il terreno in azoto per mezzo di una blanda concimazione. I tuberi da seme vengono interrati tra il 15 marzo e il 15 aprile a seconda delle condizioni microclimatiche locali (altitudine, esposizione ecc.); in seguito si provvede alla sarchiatura delle giovani piantine per eliminare le erbe infestanti e per favorire la penetrazione dell'acqua piovana ostacolandone la successiva evaporazione; in una fase più avanzata si procede alla rincalzatura onde evitare che i tuberi in fase di accrescimento rinverdiscano per effetto della luce solare diretta. L'irrigazione non viene praticata mentre la raccolta si effettua tra il 15 agosto e il 15 settembre dopo che le parti aeree delle piante sono completamente seccate per effetto dell'aridità estiva.

## Caratteristiche
La patata di Trevico non costituisce una cultivar a sé stante, ma è il prodotto della coltivazione di diverse varietà consimili nel microambiente montano rappresentato dalla montagna di Trevico, mediante le tecniche locali collaudate nel corso di oltre due secoli. Il prodotto finale, dalla tipica forma ovale-allungata con pezzatura di 4-15 cm, presenta una buccia di colore giallo-rossastro con polpa giallastra; il grado di umidità è del 75-85% ma la caratteristica saliente è rappresentata dall'elevato contenuto in amido (almeno 10 grammi per 100 grammi di prodotto edibile) e fosforo (almeno  50 mg) grazie alle particolari condizioni pedo-climatiche locali e alla totale assenza di irrigazione.

## Usi
A cavallo tra l'Ottocento e il Novecento la patata costituiva la base dell'alimentazione per la popolazione locale che, in dialetto irpino, era infatti soprannominata "mangia-patanë" (=mangia-patate). La patata era conservabile in dispensa per lunghi mesi tanto da risultare disponibile tutto l'anno; inoltre, essendo di facile cottura, si prestava agli usi più svariati: tra i piatti tradizionali del luogo si citano la pizza rë patanë (=pizza di patate), patanë e curnëciéllë (=patate e peperoncini), patanë e cucózzë (=patate e zucche), acc'e ppatanë (=sedani e patate).